# 迫田さおり
迫田 さおり（さこだ さおり、1987年12月18日 - ）は、日本の元女子バレーボール選手。

## 来歴
鹿児島県鹿児島市出身。実姉がバレーボールをしていた影響で、鹿児島市立谷山小学校3年次からバレーボールを始める。鹿児島市立谷山中学校、鹿児島県立鹿児島西高等学校へ進学する。中学高校では、センターエースとして活躍。高校3年次には晴れの国おかやま国体に、鹿児島県選抜の一員として出場。優勝した長崎県（九州文化学園高校）を準決勝であわやというところまで追い詰め、3位入賞に大いに貢献した。また同年12月の高校選抜男女東西対抗戦に出場した。
2006年の高校卒業後はオファーのあった東レアローズに入団。2008年6月開催のAVCアジアクラブ選手権において、ベストスコアラー賞を獲得した。
2010年4月、2009/10プレミアリーグよりレギュラーに定着し、同シーズンで初のサーブ賞とベスト6に選出された。また、2010日韓Vリーグトップマッチ、第59回黒鷲旗大会との3冠を果たした。2010年4月日本代表登録メンバーとなり、同年開催のワールドグランプリ、世界選手権に出場した。
2011年8月のワールドグランプリにおいて11試合スタメン出場した。同年11月のワールドカップではスタメンの座を確保できず、思うような活躍が出来なかった。平成23年度全日本バレーボール選手権決勝戦においてはチーム総得点の約3分の1にあたる32得点を叩きだしチームを優勝に導く。
2012年3月、2011/12Vプレミアリーグで2季ぶりのリーグ制覇に貢献した。このシーズンではチーム事情から人生初となるサーブレシーブ猛特訓にも挑んだ。同年5月の世界最終予選のキューバ戦で途中出場ながらチーム最多の20得点をあげ、勝利に貢献し五輪出場権を獲得した。同年6月、ロンドンオリンピックの代表メンバーに選出された。同年8月11日のロンドンオリンピック3位決定戦で、韓国との相性の良さをかわれ、先発出場。23得点と大活躍し、日本代表28年ぶりのメダル獲得に大きく貢献した。当日はリザーブメンバーで家庭事情により急遽帰国した親友の石田瑞穂のユニフォーム（背番号13）を中に着て試合に臨んでいた。
2013年11月、右肩痛から復帰し、グラチャンバレーに出場。全日本の新戦術「MB1」により、ミドルブロッカーの対角で活躍。同大会のベストアウトサイドスパイカー賞第1位になった。
Vプレミアリーグ2013/14シーズンにおいて、得点王（最多得点）となった。日本人プレーヤーが同タイトルを獲得するのは佐々木みき以来10シーズンぶりの快挙である。
2016年のリオデジャネイロオリンピックにも代表選手として出場。
2016/17プレミアリーグ及び黒鷲旗全日本男女選抜バレーボール大会に出場した後、2017年5月30日に東レアローズを退団し、現役を引退することを発表。なお翌2018/19シーズンはシニアスタッフとしてチームに所属した。
現役引退後は2017年バレーボール・ワールドグランドチャンピオンズカップの日本対中華人民共和国の中継（日本テレビ）に解説者として登場するなどテレビにたびたび出演するほか、2021年1月からは西日本スポーツで毎月『迫田さおりコラム「心の旅」』と題したコラムの執筆活動も始めている。YouTubeチャンネル『迫田さおりのりおチャンネル』を開設しており、親交のある狩野舞子とお互いにゲストとして出演している。

## プレースタイル
主にレフトのアウトサイドヒッターとしてプレー。高いジャンプ力で高さのあるアタックを打つ。速いバックアタックが大きな特徴である。日本代表では木村沙織の対角で、江畑幸子とポジションを競った。守備の面では一時期を除き、サーブレシーブ参加免除となる事が多かった。
日本代表の試合において、ネットに近い位置よりもアタックラインに近い位置にボールを上げる方が有効打が多いことがデータに表れているとされている。
ミドルブロッカーの対角として起用された2013年ワールドグランドチャンピオンズカップでは、前衛ローテーションでも後ろに下がってから打つ独特の強烈スパイクを見せ、「スコーピオン」の名で世界を驚かせた。

## エピソード
厳しかった中学時代の反動で、高校は厳しくない学校を選択してしまったと述べている。
日本代表チームのことはテレビなどで知っていたが、東レアローズなどプレミアリーグのチームから選抜されていることは、東レ入部後に知ったという。東レが荒木絵里香や木村沙織の所属チームだとはまったく知らなかったと本人がコメントしている。
日本代表に初選出された際、厳しいところだと聞いているが、行かないで後悔するより行って後悔したいと述べている。
ストレス解消法として部屋を真っ暗にして気持ちを落ちつかせて、 音楽を聴くことで精神の安定を図る。
子供の頃の夢はお花屋さんになること。

## 所属チーム
- 谷山小[3]
- 谷山中（谷山バレーボール少年団）[3]
- 鹿児島西高校[3]
- 東レアローズ（2006-2017年）

## 球歴
- 日本代表 - 2010-2016年
- 日本代表としての主な国際大会出場歴
  - オリンピック - 2012年、2016年
  - 世界選手権 - 2010年、2014年
  - ワールドカップ - 2011年、2015年

## 受賞歴
- 2008年 - AVCアジアクラブ選手権 ベストスコアラー賞
- 2010年
  - 2009/10 Vプレミアリーグ ベスト6、サーブ賞
  - 第59回黒鷲旗大会 ベスト6
- 2012年8月 - 鹿児島市スポーツ栄誉賞[27]
- 2013年
  - 2012/13 Vプレミアリーグ ベスト6
  - ワールドグランドチャンピオンズカップ ベストアウトサイドスパイカー賞
- 2014年
  - 2013/14 Vプレミアリーグ 得点王
  - 第63回黒鷲旗大会 敢闘賞、ベスト6

## 個人成績
Vプレミアリーグレギュラーラウンドにおける個人成績は下記の通り。
| シーズン | 所属 | 出場 | 出場   | アタック | アタック | アタック | アタック | ブロック | ブロック | サーブ | サーブ | サーブ | サーブ | レセプション | レセプション | 総得点 | 備考 |
| -------- | ---- | ---- | ------ | -------- | -------- | -------- | -------- | -------- | -------- | ------ | ------ | ------ | ------ | ------------ | ------------ | ------ | ---- |
| シーズン | 所属 | 試合 | セット | 打数     | 得点     | 決定率   | 効果率   | 決定     | /set     | 打数   | エース | 得点率 | 効果率 | 受数         | 成功率       | 総得点 | 備考 |
| 2006/07  | 東レ | 14   | 2      | 4        | 3        | 75.0%    | %        | 0        | 0.00     | 0      | 0      | 0.00%  | 0.0%   | 0            | 0.0%         | 3      |      |
| 2007/08  | 東レ | 14   | 26     | 18       | 7        | 38.9%    | %        | 2        | 0.08     | 3      | 0      | 0.00%  | 0.0%   | 0            | 0.0%         | 9      |      |
| 2008/09  | 東レ | 27   | 25     | 37       | 8        | 21.6%    | %        | 3        | 0.12     | 27     | 1      | 3.70%  | 10.4%  | 1            | 100.0%       | 12     |      |
| 2009/10  | 東レ | 28   | 94     | 1024     | 370      | 36.1%    | %        | 22       | 0.23     | 363    | 29     | 7.99%  | 16.6%  | 8            | 62.5%        | 421    |      |
| 2010/11  | 東レ | 26   | 100    | 1167     | 444      | 38.0%    | %        | 40       | 0.40     | 364    | 9      | 2.47%  | 8.5%   | 3            | 66.7%        | 493    |      |
| 2011/12  | 東レ | 21   | 78     | 573      | 219      | 38.2%    | %        | 33       | 0.42     | 131    | 4      | 3.05%  | 12.1%  | 68           | 44.1%        | 256    |      |
| 2012/13  | 東レ | 28   | 96     | 1093     | 442      | 40.4%    | %        | 38       | 0.40     | 313    | 11     | 3.51%  | 10.9%  | 4            | 75.0%        | 491    |      |
| 2013/14  | 東レ | 28   | 117    | 1241     | 483      | 38.9%    | %        | 49       | 0.42     | 336    | 11     | 3.27%  | 10.9%  | 14           | 35.7%        | 543    |      |
| 2014/15  | 東レ | 21   | 82     | 893      | 317      | 35.5%    | %        | 26       | 0.32     | 255    | 5      | 1.96%  | 11.4%  | 2            | 100.0%       | 348    |      |
| 2015/16  | 東レ | 21   | 80     | 907      | 355      | 39.1%    | %        | 18       | 0.23     | 214    | 6      | 2.80%  | 11.7%  | 0            | 0.0%         | 379    |      |
| 2016/17  | 東レ | 21   | 76     | 763      | 276      | 36.2%    | %        | 31       | 0.41     | 243    | 7      | %      | 10.7%  | 6            | 33.3%        | 314    |      |

| 太字 | はタイトル獲得 |

## 出演

### テレビ
鹿児島放送
- かごどき（ - 2019年3月）※月1レギュラー
- ですです。（2019年4月 - ）※月1レギュラー「さおり発見伝」担当
- KKBスーパーJチャンネル　※月1レギュラー

南日本放送
- 週刊1チャンネル（2018年11月 - ）※月1レギュラー

### CM・広告
- 鹿児島県知事選挙啓発ポスター・CM（2020年）
- Darcys Factory（2022年7月 - ）[29]